# Episodi di CSI - Scena del crimine (quattordicesima stagione)
La quattordicesima stagione della serie televisiva CSI - Scena del crimine, composta da 22 episodi, è stata trasmessa sul canale statunitense CBS dal 25 settembre 2013 al 7 maggio 2014.
In Italia, la prima parte della quattordicesima stagione (episodi 1-15) è stata trasmessa dal 20 marzo al 26 giugno 2014 su Fox Crime. La seconda parte (episodi 16-22) è andata in onda dal 26 settembre al 7 novembre 2014 sempre su Fox Crime.
In chiaro la stagione è stata trasmessa dal 25 settembre al 20 novembre 2015 su Italia 1.
L'episodio Cyber crimini (Kitty) è il backdoor pilot del terzo spin-off della serie, CSI: Cyber.
| nº | Titolo originale           | Titolo italiano             | Prima TV USA      | Prima TV Italia   |
| -- | -------------------------- | --------------------------- | ----------------- | ----------------- |
| 1  | The Devil and D.B. Russell | Giochi infernali (2ª parte) | 25 settembre 2013 | 20 marzo 2014     |
| 2  | Take the Money and Run     | Rapina al Casinò            | 2 ottobre 2013    | 27 marzo 2014     |
| 3  | Torch Song                 | L'incendiario               | 9 ottobre 2013    | 3 aprile 2014     |
| 4  | Last Supper                | Morte in cucina             | 16 ottobre 2013   | 10 aprile 2014    |
| 5  | Frame By Frame             | 300: Frame by Frame         | 23 ottobre 2013   | 17 aprile 2014    |
| 6  | Passed Pawns               | L'ultima mano               | 30 ottobre 2013   | 24 aprile 2014    |
| 7  | Under a Cloud              | L'accusa                    | 6 novembre 2013   | 1º maggio 2014    |
| 8  | Helpless                   | Sfera insanguinata          | 13 novembre 2013  | 8 maggio 2014     |
| 9  | Check In and Check Out     | Una notte al motel          | 20 novembre 2013  | 15 maggio 2014    |
| 10 | Girls Gone Wild            | Il weekend                  | 27 novembre 2013  | 22 maggio 2014    |
| 11 | The Lost Reindeer          | Una tragica vigilia         | 11 dicembre 2013  | 29 maggio 2014    |
| 12 | Keep Calm and Carry On     | Fuga verso la morte         | 15 gennaio 2014   | 5 giugno 2014     |
| 13 | Boston Brakes              | Il morto vivente            | 22 gennaio 2014   | 12 giugno 2014    |
| 14 | De Los Muertos             | Vite incrociate             | 5 febbraio 2014   | 19 giugno 2014    |
| 15 | Love for Sale              | Anime da salvare            | 19 febbraio 2014  | 26 giugno 2014    |
| 16 | Killer Moves               | Scacco matto                | 5 marzo 2014      | 26 settembre 2014 |
| 17 | Long Road Home             | L'esperienza del successo   | 12 marzo 2014     | 3 ottobre 2014    |
| 18 | Uninvited                  | Attrazione fatale           | 19 marzo 2014     | 10 ottobre 2014   |
| 19 | The Fallen                 | Attacco al dipartimento     | 2 aprile 2014     | 17 ottobre 2014   |
| 20 | Consumed                   | Il cannibale                | 9 aprile 2014     | 24 ottobre 2014   |
| 21 | Kitty                      | Cyber crimini               | 30 aprile 2014    | 31 ottobre 2014   |
| 22 | Dead in His Tracks         | 25 anni dopo                | 7 maggio 2014     | 7 novembre 2014   |

## Giochi infernali (2ª parte)
- Titolo originale: The Devil and D.B. Russell
- Diretto da: Alec Smight
- Scritto da: Christopher Barbour e Don McGill

### Trama
Russell guida la squadra alla ricerca di Morgan ed Ellie Brass, scomparse dopo il loro rapimento da parte di un killer rituale. La soluzione sarà però molto più complessa di quello che sembra.
- Nota: La prima parte è l'episodio 22 della tredicesima stagione (Giochi infernali (1ª parte)).

## Rapina al Casinò
- Titolo originale: Take the Money and Run
- Diretto da: Louis Shaw Milito
- Scritto da: Andrew Dettmann

### Trama
Subito dopo un'enorme vincita in una partita di poker al casinò, mentre le luci sono spente, viene derubato oltre un milione di dollari in fiche.

## L'incendiario
- Titolo originale: Torch Song
- Diretto da: Brad Tanenbaum
- Scritto da: Tom Mularz e Elizabeth Devine

### Trama
Durante un incendio in una discoteca perdono la vita quattro persone, a causa anche di alcune strane coincidenze.
- Guest star: Mark Deklin, Michael Filipowich, Joe Adler, Sylva Kelegian, Irene Keng, Marc Vann
- Special guest star: John Ratzenberger

## Morte in cucina
- Titolo originale: Last Supper
- Diretto da: Frank Waldeck
- Scritto da: Treena Hancock e Melissa R. Byer

### Trama
Lo show di cucina, Chef Elite, assume una strana svolta quando, durante una sfida di degustazione, viene servita una zuppa fatta con i resti umani di uno dei concorrenti eliminati.

## 300: Frame by Frame
- Titolo originale: Frame By Frame
- Diretto da: Alec Smight
- Scritto da: Gavin Harris

### Trama
La squadra indaga sulla morte di una ragazza a casa di un uomo, già sospettato dell'omicidio di una ragazza, alcuni anni prima. Ciò porterà il team a ricordarsi e confrontarsi con le indagini del vecchio caso.
- Guest star: Marg Helgenberger (Catherine Willows)

## L'ultima mano
- Titolo originale: Passed Pawns
- Diretto da: Phil Conserva
- Scritto da: Michael F.X. Daly e Christopher Barbour

### Trama
Il team indaga sulla morte di un senzatetto, avvenuta dopo una sua serie di vincite al casinò.
- Nota: Nella tredicesima stagione vi è un episodio con lo stesso titolo italiano (L'ultima mano).

## L'accusa
- Titolo originale: Under a Cloud
- Diretto da: Brad Tanenbaum
- Scritto da: Elizabeth Devine e Richard Catalani

### Trama
La squadra indaga sulla morte di una vittima non identificata, ritrovata durante una pioggia torrenziale che ha colpito Las Vegas. Nel mentre, Greg viene accusato di aver manipolato le prove in un vecchio caso.

## Sfera insanguinata
- Titolo originale: Helpless
- Diretto da: Karen Gaviola
- Scritto da: Tom Mularz

### Trama
La scoperta di un cadavere all'interno di una palla per criceti di dimensioni umane porterà la squadra ad indagare.

## Una notte al motel
- Titolo originale: Check In and Check Out
- Diretto da: Louis Shaw Milito
- Scritto da: Andrew Dettmann

### Trama
La squadra indaga sull'accoltellamento di una coppia in una stanza di motel, all'interno del quale sono già avvenuti altri incidenti simili.

## Il weekend
- Titolo originale: Girls Gone Wild
- Diretto da: Alec Smight
- Scritto da: Melissa R. Byer e Treena Hancock

### Trama
Finn scompare senza lasciare traccia, durante un weekend alla SPA insieme alle amiche Morgan e Sara.

## Una tragica vigilia
- Titolo originale: The Lost Reindeer
- Diretto da: Frank Waldeck
- Scritto da: Gavin Harris

### Trama
Il team indaga sul ritrovamento del cadavere di un uomo vestito da Babbo Natale, posizionato nel giardino di una casa di periferia.

## Fuga verso la morte
- Titolo originale: Keep Calm and Carry On
- Diretto da: Brad Tanenbaum
- Scritto da: Thomas Hoppe

### Trama
La squadra è alle prese con un crimine minore, avvenuto a bordo di un aereo diretto a Las Vegas, ma la situazione cambia quando si scopre che uno dei passeggeri è stato ucciso.

## Il morto vivente
- Titolo originale: Boston Brakes
- Diretto da: Eagle Egilsson
- Scritto da: Christopher Barbour

### Trama
La squadra è alle prese con un incidente d'auto, in cui la vittima è una loro vecchia conoscenza.

## Vite incrociate
- Titolo originale: De Los Muertos
- Diretto da: Louis Shaw Milito
- Scritto da: Tom Mularz e Richard Catalani

### Trama
Albert e Nick sono in Messico per risolvere l'omicidio di una ragazza, mentre il resto della squadra sta indagando sull'omicidio di una coppia a Las Vegas. I due omicidi si scopriranno poi collegati tra loro.

## Anime da salvare
- Titolo originale: Love for Sale
- Diretto da: Frank Waldeck
- Scritto da: Andrew Dettmann

### Trama
Nick e Greg indagano sulla morte di una sedicenne, collegata ad un giro di prostituzione.

## Scacco matto
- Titolo originale: Killer Moves
- Diretto da: Alec Smight
- Scritto da: Mary Leah Sutton

### Trama
La squadra, e soprattutto Greg, indaga su una serie di omicidi che sembra collegata alle mosse di una vecchia partita di scacchi.

## L'esperienza del successo
- Titolo originale: Long Road Home
- Diretto da: Phil Conserva
- Scritto da: Gavin Harris

### Trama
Il team indaga sull'omicidio di una groupie di una rock band e sulla sparizione di una prostituta, entrambi collegati ad un misterioso gruppo rock.
- Nota. A questo episodio partecipa, nel ruolo di se stesso, Gene Simmons, membro fondatore del gruppo rock dei KISS.

Il tema di questo episodio è stato utilizzato nella 5ª stagione della serie televisiva Bones.

## Attrazione fatale
- Titolo originale: Uninvited
- Diretto da: Brad Tanenbaum
- Scritto da: Treena Hancock, Melissa R. Byer ed Elizabeth Devine

### Trama
La squadra deve indagare sulla scomparsa di un'intera famiglia che, dopo aver abbandonato la propria casa, è ormai irrintracciabile da più di un mese.

## Attacco al dipartimento
- Titolo originale: The Fallen
- Diretto da: Louis Shaw Milito
- Scritto da: Deanna Shumaker

### Trama
Russell viene preso in ostaggio da un adolescente che è riuscito a fare irruzione armato nella centrale, sparando anche ad alcuni poliziotti.

## Il cannibale
- Titolo originale: Consumed
- Diretto da: Karen Gaviola
- Scritto da: Tom Mularz

### Trama
Il team dà la caccia ad un serial killer che si ciba delle sue vittime, aiutato anche da alcuni suoi complici.

## Cyber crimini
- Titolo originale: Kitty
- Diretto da: Eagle Egilsson

D. B. Russell e Avery Ryan

- Scritto da: Ann Donahue, Carol Mendelsohn e Anthony E. Zuiker

### Trama
La moglie di un proprietario di casinò viene assassinata e la squadra scopre che l'assassino è un hacker informatico. Si avvale per questo della collaborazione di Avery Ryan, agente della Divisione Informatica dell'FBI.
- Guest star: Patricia Arquette (Avery Ryan)
- Nota: L'episodio è un crossover, nonché backdoor pilot di CSI: Cyber.

## 25 anni dopo
- Titolo originale: Dead in His Tracks
- Diretto da: Alec Smight
- Scritto da: Andrew Dettmann

### Trama
La squadra indaga sulla morte di un uomo, collegata a un assassinio di un bambino, avvenuto 25 anni prima. Alla fine dell'episodio, Jim decide di abbandonare la polizia, dopo il tentato suicidio della figlia Ellie.